# Felician Prill
Felician Antonius Karl Prill (* 9. Juni 1904 in Konitz (heute Chojnice), Kreis Konitz, Regierungsbezirk Marienwerder, Provinz Westpreußen; † 14. Juli 1981 in Bonn) war ein deutscher Diplomat, der unter anderem zwischen 1955 und 1960 Botschafter der Bundesrepublik Deutschland in Irland, von 1960 bis 1966 Botschafter und Leiter der Ständigen Vertretung beim Europarat, zwischen 1966 und 1967 Botschafter in Norwegen sowie zuletzt von 1967 bis 1969 abermals Botschafter in Irland war. Später fungierte er von 1972 bis 1978 als Bundessprecher der Landsmannschaft Westpreußen.

## Leben
Prill, Sohn des Landwirts und Bürovorstehers Ferdinand Prill und dessen Ehefrau Martha Prill, legte 1922 sein Abitur in Zoppot ab und begann danach ein Studium der Rechtswissenschaften und Staatswissenschaften an der Friedrich-Schiller-Universität Jena, der Julius-Maximilians-Universität Würzburg sowie der Universität zu Köln. Nach Ablegung des Ersten juristischen Staatsexamens erfolgte 1928 seine Promotion zum Doktor beider Rechte an der Universität Jena, ehe er 1929 sein Zweites juristisches Staatsexamen ablegte. Danach war er von 1929 bis 1931 als Gerichtsassessor in Danzig tätig und wurde im Anschluss im Alter von nur 27 Jahren 1931 Leiter der Verwaltung des Landkreises Danziger Höhe. Diese Funktion bekleidete er bis 1933 und war daraufhin bis 1940 als Regierungsrat Referent bei der Finanzverwaltung Danzig. Danach arbeitete er zwischen 1940 und 1941 als Regierungsrat und Referent beim Finanzamt Magdeburg, ehe er 1941 während des Zweiten Weltkrieges als Soldat zur Luftwaffe eingezogen wurde. In der Folgezeit geriet er in Kriegsgefangenschaft, aus der er 1946 entlassen wurde.
Im Anschluss wurde Prill 1946 als Oberregierungsrat Vorsteher der Vereinigten Finanzämter in Magdeburg, verließ aber 1948 die Sowjetische Besatzungszone (SBZ) und ging nach Westdeutschland. Dort wurde er 1948 Generalreferent für das gesamte Besoldungswesen in der Finanzverwaltung des Vereinigten Wirtschaftsgebietes. Nach Gründung der Bundesrepublik Deutschland am 23. Mai 1949 wurde er als Regierungsdirektor in das Bundesministerium der Finanzen in Bonn übernommen und bereits 1950 zum Ministerialrat befördert. In der Folgezeit wurde er 1951 Mitglied der deutschen Delegation bei den Verhandlungen für eine Europäische Verteidigungsgemeinschaft (EVG) sowie Mitarbeiter im Beraterstab von Bundeskanzler Konrad Adenauer. Nach dem Scheitern der Verhandlungen für die EVG 1954 wechselte er 1955 als Ministerialdirigent in das wieder geschaffene Auswärtige Amt.
Kurz darauf wurde Prill 1956 als Nachfolger von Hermann Katzenberger Gesandter sowie später Botschafter der Bundesrepublik Deutschland in Irland und bekleidete diesen Posten bis zu seiner Ablösung durch Adolph Reifferscheidt 1960, während er selbst von Reifferscheidt den Posten als Botschafter und Leiter der Ständigen Vertretung beim Europarat übernahm. In dieser Verwendung blieb er bis 1966 und wurde daraufhin von Heinrich Northe abgelöst. Im Anschluss löste er 1966 Heinrich Böx als Botschafter in Norwegen ab. Bereits nach knapp einem Jahr übergab er diesen Posten jedoch 1967 an Richard Balken, während er wiederum als Nachfolger von Heinz Trützschler von Falkenstein abermals Botschafter in Irland wurde. Diesen diplomatischen Posten bekleidete er bis zu seinem Eintritt in den Ruhestand 1969, woraufhin er durch Karl Overbeck abgelöst wurde.
Kurz vor seinem Eintritt in den Ruhestand wurde Prill 1969 Mitglied des Bundesvorstandes der Landsmannschaft Westpreußen, deren Bundessprecher er 1972 als Nachfolger von Ernst Coelle wurde. Diesen Posten bekleidete er bis 1978 und wurde dann durch den ehemaligen Brigadegeneral Odo Ratza abgelöst. Er engagierte sich ferner im Kuratorium der Gesellschaft zur Vorbereitung des Nicolaus-Copernicus-Jahres 1973.

## Veröffentlichungen
- Das gesamte Dienst-, Sozial- und Steuerrecht der Beamten, Angestellten und Arbeiter im öffentlichen Dienst, Mitautor Georg Bretschneider, Ergänzbare Sammlung, Luchterhand Fachverlag, Berlin 1952 ff.